# Junior Reid
Junior Reid (* 3. Juni 1965 in Kingston; eigentlich Delroy Reid) ist ein jamaikanischer Reggae-Musiker und ein Anhänger der Rastafari-Strömung Bobo Ashanti.

## Biografie
Bekannt wurde Junior Reid erstmals 1985, als er als Nachfolger von Michael Rose Leadsänger der Reggae-Band Black Uhuru wurde. Mit ihr produzierte er zwei Alben, widmete sich dann aber seiner Solokarriere. Sein bislang größter Hit gelang ihm 1990 mit One Blood. 2006 erschien in Zusammenarbeit mit dem Rapper Game die Hitsingle It's Okay (One Blood).

## Diskografie

### Studioalben
| - 1982: Mini Bus Driver (als Voice of Progress) - 1985: Back to Back (mit Leroy Smart) - 1985: Face to Face Clash (mit Leroy Smart) - 1985: Original Foreign Mind - 1985: Boom-Shack-a-Lack - 1985: Two of a Kind (mit Teezy) - 1986: Firehouse Clash (mit Don Carlos) - 1988: Shadow After Dark (als Voice of Progress) - 1989: One Blood - 1990: Progress | - 1991: Long Road - 1993: Visa - 1995: Junior Reid & the Bloods - 1995: Showers of Blessings - 1996: Listen to the Voices - 1997: True World Order - 2000: Emmanuel Calling - 2002: Rasta Government - 2006: Live in Berkeley, CA (CD + DVD) |

### Kompilationen
- 1993: Big Timer
- 1997: RAS Portraits
- 2000: Big Timer
- 2002: Kings of Reggae
- 2009: Lost Vinyl Classics: Volume 1

### Singles
| Jahr | Titel Album             | Höchstplatzierung, Gesamtwochen, AuszeichnungChartplatzierungen (Jahr, Titel, Album, Platzierungen, Wochen, Auszeichnungen, Anmerkungen) | Höchstplatzierung, Gesamtwochen, AuszeichnungChartplatzierungen (Jahr, Titel, Album, Platzierungen, Wochen, Auszeichnungen, Anmerkungen) | Höchstplatzierung, Gesamtwochen, AuszeichnungChartplatzierungen (Jahr, Titel, Album, Platzierungen, Wochen, Auszeichnungen, Anmerkungen) | Höchstplatzierung, Gesamtwochen, AuszeichnungChartplatzierungen (Jahr, Titel, Album, Platzierungen, Wochen, Auszeichnungen, Anmerkungen) | Höchstplatzierung, Gesamtwochen, AuszeichnungChartplatzierungen (Jahr, Titel, Album, Platzierungen, Wochen, Auszeichnungen, Anmerkungen) | Anmerkungen                                                   |
| Jahr | Titel Album             | DE | AT | CH | UK | US | Anmerkungen                                                   |
| ---- | ----------------------- | --- | --- | --- | --- | --- | ------------------------------------------------------------- |
| 1988 | Stop This Crazy Thing – | DE28 (10 Wo.)DE | — | CH18 (7 Wo.)CH | UK21 (7 Wo.)UK | — | Coldcut feat. Junior Reid und The Ahead of Our Time Orchestra |
| 1990 | I’m Free –              | — | AT26 (5 Wo.)AT | — | UK5 (12 Wo.)UK | US79 (5 Wo.)US | The Soup Dragons feat. Junior Reid                            |
| 1992 | Shine Eye –             | — | — | — | UK63 (2 Wo.)UK | — | Ragga Twins und Junior Reid                                   |
| 2006 | It’s Okay (One Blood) – | DE41 (8 Wo.)DE | AT68 (2 Wo.)AT | — | — | US71 (15 Wo.)US | The Game feat. Junior Reid                                    |

Weitere Singles
| - 1979: Speak the Truth - 1980: Sister Dawn - 1981: If I - 1982: Jail House - 1983: Shacka Lack - 1983: Palavin Street - 1983: Bank Clerk - 1984: Sensimellia - 1984: Don’t Stray - 1984: Love Affair - 1984: Thanks & Praise - 1984: Babylon Release the Chain - 1984: Boom-Shack-a-Lack - 1984: Original Foreign Mind - 1985: Chanting - 1985: Higgler Move - 1986: Poor Man Transportation - 1989: One Blood - 1989: Married Life - 1989: Party (mit Big Youth) - 1989: Run Go a Foreign (mit Obeahman) - 1989: How Yard a Run - 1989: Sound - 1990: Mini Bus Driver - 1990: Good Man Scarce - 1990: Can’t Tek the Gun Gun - 1990: Actions Speak Louder Than Words - 1991: Great Train Robbery - 1991: Bad Man - 1991: Loving Juvenile - 1991: Strong Survive - 1991: Banana Boat Man - 1992: Not a One Man Thing (mit Dennis Brown und Gregory Isaacs) - 1992: Rappa Pam Pam - 1992: Dance Nah Keep (mit Dennis Brown) - 1992: Mr. Talk About - 1992: Youthman - 1992: Me Have the View - 1992: No Loafting - 1992: The View - 1992: Gun Court - 1992: Bouncer - 1992: Jah Man a Come - 1992: Cry Now - 1993: Human Nature - 1993: Hard Drugs - 1993: Rasta Present - 1993: Loving Juvenile (mit Bajja Jedd) - 1993: Inna de Dance - 1994: Burning Down Rome (mit Mykal Rose) - 1994: Fire (mit Mykal Rose) - 1994: One Blood (mit Terry Ganzie) - 1994: Si We… (Charged for Murder) / Babylon (mit Snow und Ninjaman) - 1994: Listen to the Voices - 1994: No Let Me In - 1994: Reggae Rock | - 1994: Rasta World Dance - 1994: The Lane - 1994: Wicked Man - 1994: The World’s Too Haunted (mit Bounty Killer) - 1995: Bubblers - 1995: Why Do the Eden Reign (mit Big Youth) - 1995: Sign Up - 1995: Blood Thunder (mit Ninjaman) - 1995: Murder the Man - 1995: Trod Up a Zion - 1995: Jah Love - 1996: Jah Is Everything - 1996: Bottomless Pit - 1996: Stop the Fuss and Fight (mit Bounty Killer) - 1996: Rose Where Is Your Clothes - 1996: Tribulation - 1996: Who Steal the Money from the Bank - 1996: Friend Enemy - 1997: Up a God Yard - 1997: Mashing Up the Earth - 1997: John Law - 1997: New World Order - 1997: Victim (mit Anthony B) - 1997: Eden Sheeden (mit Bounty Killer) - 1997: Change Like the Weather (Remix) (mit Bounty Killer und Busta Rhymes) - 1998: Youth Dem a Cry - 1998: Jah Messengers - 1998: Shotter (mit Junior Cat) - 1999: Fire - 1999: One Blood - 1999: In di Dance - 1999: Millenium - 2000: Bobo Dread - 2000: Grammy - 2001: Wanted (mit Buju Banton) - 2001: Born Inna de Fire - 2001: Key to the World - 2002: Jah Know (mit Daweh Congo) - 2002: Survivor - 2002: I Want to Love You - 2002: Worries in the Dance - 2002: Rise Up - 2002: Rasta Government - 2002: Sign and Wonders - 2002: Your Got to Know Yourself - 2003: Ras from Birth - 2005: Forgive Them (mit Capleton) - 2006: Stop Dip de Youths - 2007: People Haffi Deh Yah - 2008: Hot Long Time (mit Jah Cure) - 2009: Sister Dawn - 2010: Murderer Superstar Mix (mit Barrington Levy, Gyptian und Beenieman) - 2011: Swinging My Love - 2011: Respect (Alborosie feat. Junior Reid) - 2013: Warfare (mit Chuck Fenda) - 2014: Zacky the High Priest / Oh Happy Day (mit Prince Far I) |